# Lasioglossum excultum
Lasioglossum excultum är en biart som först beskrevs av Cockerell 1913.  Lasioglossum excultum ingår i släktet smalbin, och familjen vägbin. Inga underarter finns listade i Catalogue of Life.

## Bildgalleri

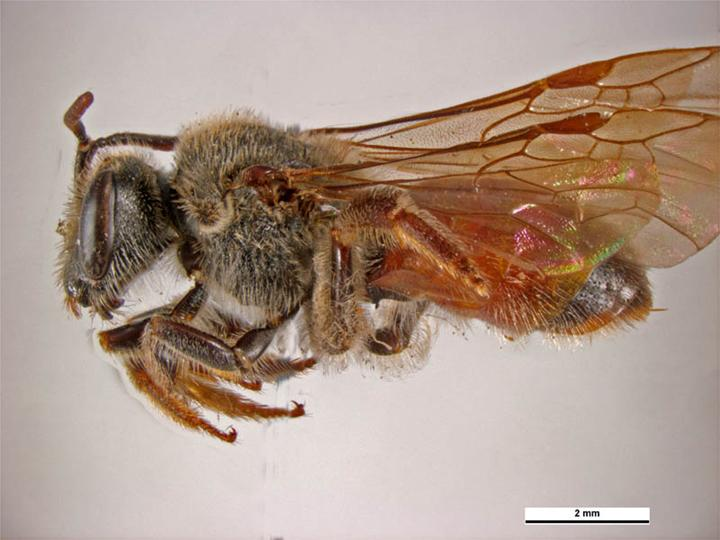
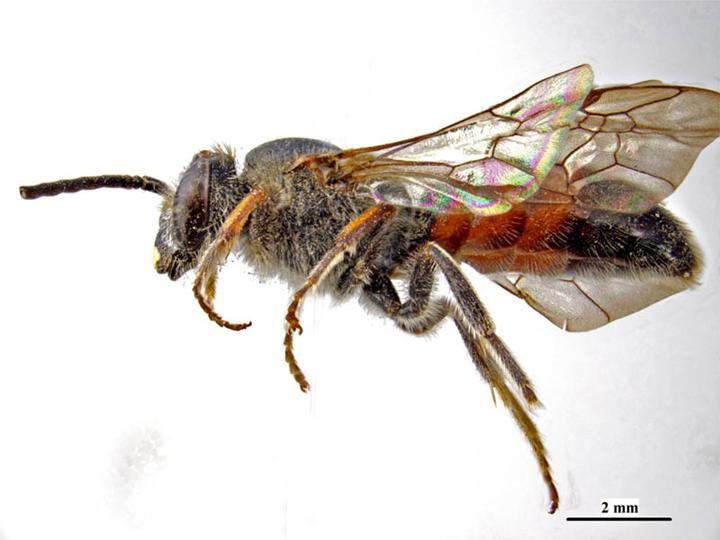